# René Stadler
René Stadler (Zúrich, 19 de mayo de 1940) es un deportista suizo que compitió en bobsleigh en la modalidad cuádruple.
Ganó tres medallas en el Campeonato Mundial de Bobsleigh entre los años 1970 y 1973, y una medalla en el Campeonato Europeo de Bobsleigh de 1973.

## Palmarés internacional
| Campeonato Mundial | Campeonato Mundial           | Campeonato Mundial | Campeonato Mundial |
| Año                | Lugar                        | Medalla            | Prueba             |
| ------------------ | ---------------------------- | ------------------ | ------------------ |
| 1970               | Sankt Moritz (Suiza)         | Medalla de bronce  | Cuádruple          |
| 1971               | Cervinia (Italia)            | Medalla de oro     | Cuádruple          |
| 1973               | Lake Placid (Estados Unidos) | Medalla de oro     | Cuádruple          |
| Campeonato Europeo |                              |                    |                    |
| Año                | Lugar                        | Medalla            | Prueba             |
| 1973               | Cervinia (Italia)            | Medalla de bronce  | Cuádruple          |